# Pseudotrimezia brevistaminea
Pseudotrimezia brevistaminea là một loài thực vật có hoa trong họ Diên vĩ. Loài này được Chukr mô tả khoa học đầu tiên năm 2001.